# Hettstedt
Hettstedt är en stad i Landkreis Mansfeld-Südharz i förbundslandet Sachsen-Anhalt i Tyskland.
Staden utökades den 1 september 2010 när de tidigare kommunerna Ritterode och Walbeck uppgick i Hettstedt.

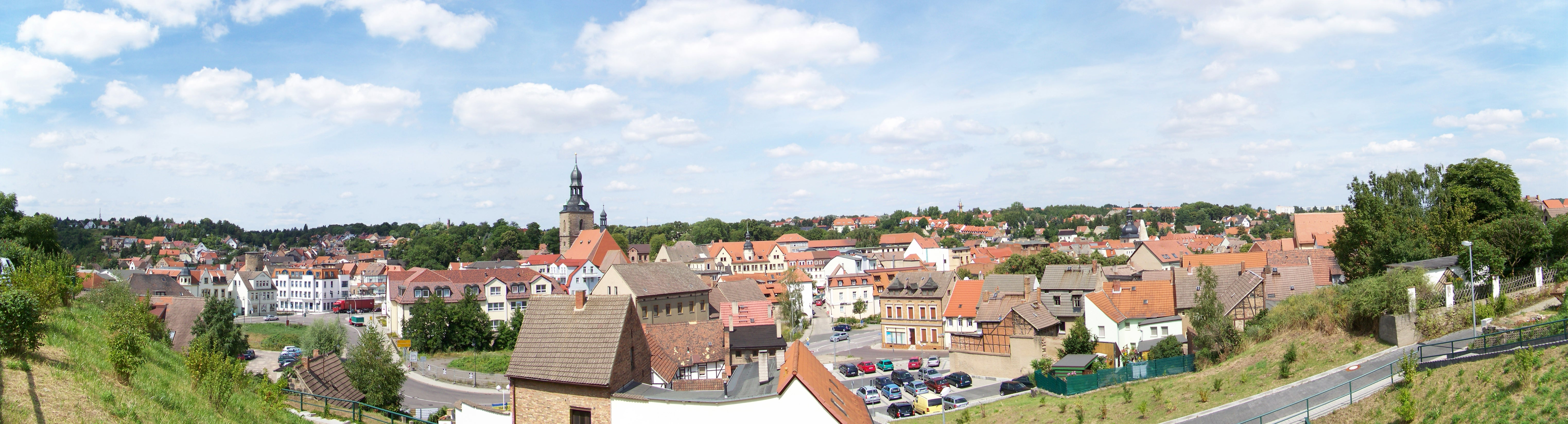